# Windows 12
A Windows 12 a Microsoft egy jelenleg nagyon korai fejlesztés alatt álló operációs rendszere. 2022. februári információk szerint márciusban tervezték a fejlesztés megkezdését, ami várhatóan évekig fog tartani.

## Fejlesztés
2015-ben a Microsoft bejelentette, hogy nem lesz újabb Windows. Ennek ellenére 2020 októberében elkezdték a Windows 11 fejlesztését, akkoriban még Sun Valley kódnéven, és egy évvel később ki is adták. 2022 februárjában jelent meg a német Deskmodder oldalon, hogy márciusban megkezdik a Windows 12 fejlesztését, valószínűleg teljesen elhagyva a Windows 10-es alapokat.

## Rendszerkövetelmények
A Windows 12 valószínűleg hasonló rendszerkövetelményekkel fog érkezni, mint a Windows 11:
- 64 bites processzor
- 1 GHz órajel
- 8 GB RAM[4]
- 64 GB tárhely
- UEFI és Secure Boot
- TPM 2.0
- 9 hüvelykesnél nagyobb képernyő HD felbontással (1366×768)
- DirectX 12-vel kompatibilis grafikus kártya / WDDM 2.x támogatással[5]
- internetkapcsolat